# Red Swoosh
Red Swoosh是一家點對點文件共享公司，由崔維斯·卡蘭尼克和Michael Todd於2001年創立。該公司的技術於2007年被阿卡邁科技收購。Red Swoosh的技術包括一個集中式目錄，用於對在線客戶端和緩存進行索引。該軟件可以從支持Red Swoosh技術的網站上側載並旁加載視頻多播。此外，Red Swoosh還提供了一種稱為對等廣播工具的瀏覽器擴展，用於緩存數據、反映和共享通過「Swoosh網絡」或分佈式網絡傳遞的文件。
Red Swoosh採用專有的點對點（P2P）文件分發協議，旨在提高大型媒體文件傳輸中的帶寬效率。
該公司提供用於第三方開發的軟體開發套件（SDK）。這包括對預交付、RSS源、Web小部件和JavaScript應用程序的支持。此外，他們還提供了一個供開發者社區使用的論壇和維基。

## 收購
2007年4月12日，Red Swoosh通过全股票交易被阿卡邁科技收购。此次收购的价值约为1,900万美元（不包括盈利）
。